# Bagnolo di Po
Pour les articles homonymes, voir Bagnolo.
Bagnolo di Po est une commune italienne d'environ 1 400 habitants située dans la province de Rovigo, dans la région Vénétie, dans le Nord-Est de l'Italie.

## Administration
| Période                                  | Période | Identité | Étiquette | Qualité |
| ---------------------------------------- | ------- | -------- | --------- | ------- |
|                                          |         |          |           |         |
| Les données manquantes sont à compléter. |         |          |           |         |

### Hameaux
Curà, Fornace Maule, Pelizzare, Runzi.

### Communes limitrophes
Canda, Castelguglielmo, Ficarolo, Gaiba, Salara, Stienta, Trecenta.